# بيري (لاعب كرة قدم)
بيري (بالإسبانية: Pirri Mori)‏ هو لاعب كرة قدم إسباني في مركز الوسط، ولد في 10 نوفمبر 1970 في كانغاس دي أونيس في إسبانيا. لعب مع أتلتيكو مدريد وريال أوفييدو ونادي كومبوستيلا ونادي مريدا.